# 吳之俊
吴之俊（？—？），字彦章，号芝房，南直隶徽州府歙縣茆田人。明朝政治人物。

## 生平
万历三十四年（1606年）丙午科应天乡试举人，四十一年（1613年）癸丑科進士，四十二年授遂安县知县，在公务之余，博览群书，摘录异人、异事、异物等掌故，分类编辑成书，因遂安县治在狮山之下，遂命名为《狮山掌录》。四十四年调武强县知县，擢南京刑部主事。

## 家族
父吴大震，字长孺，号东宇，赠知县，擅长戏曲创作，是明代徽派戏曲创作者之一。尝与张仲豫合作《练囊记》传奇。撰有小说集《广艳异编》。